# شوني ميلر
شاواني ميلر (بالإنجليزية: Shaunae Miller) هي عداءة مسافات قصيرة بهاماسية ولدت في يوم 15 أبريل 1994 في مدينة ناساو عاصمة جزر البهاماس، أبرز إنجازاتها هو فوزها بالميدالية الذهبية في نهائي سباق 400 متر في دورة الألعاب الأولمبية الصيفية 2016 في ريو دي جانيرو حيث إشتهرت بقفزتها أمام خط النهاية مما جعلها تفوز بالمركز متفوقةً على العداءة الأمريكية أليسون فيليكس التي كانت قريبة منها، حيث سجلت 49.44 ليكون أفضل رقم شخصي لها.

## روابط خارجية
- شوني ميلر على موقع الاتحاد الدولي لألعاب القوى (الإنجليزية)
- شوني ميلر على موقع الدوري الماسي (الإنجليزية)
- شوني ميلر على موقع اللجنة الأولمبية الدولية (الإنجليزية)
- شوني ميلر على موقع أوليمبيديا (الإنجليزية)
- شوني ميلر على موقع اتحاد ألعاب الكومنولث (مؤرشف) (الإنجليزية)